# 캄팔라구
캄팔라구(Kampala)는 우간다의 구 가운데 하나로, 우간다의 수도인 캄팔라(캄팔라구의 행정 중심지이기도 함)와 인접해 있는 구이며 인구는 1,189,100명(2002년 인구 조사 기준)이다. 캄팔라구에서 많이 쓰이는 언어는 루간다어이지만 영어, 스와힐리어, 은코레어, 키가어, 아촐리어, 소가어도 많이 쓰인다.
행정 구역상으로는 중부주에 속하며 서쪽과 북쪽, 남쪽으로는 와키소구, 동쪽으로는 무코노구와 인접해 있고 남동쪽으로는 빅토리아호와 맞닿아 있다. 5개 군(중부 캄팔라군, 카웸페군, 나카와군, 마킨드예군, 루바가군)을 관할한다.